# Ergin (Name)
Ergin ist ein türkischer männlicher Vorname und Familienname.

## Namensträger

### Vorname
- Ergin Ataman (* 1966), türkischer Basketballspieler und -trainer
- Ergin Gürses (1942–2002), türkischer Fußballspieler
- Ergin Keleş (* 1987), türkischer Fußballspieler
- Ergin Sezgin (* 1953), türkisch-US-amerikanischer Physiker
- Ergin Soner (* 1965), türkischer Diplomat

### Familienname
- Alp Ergin (* 1987), türkischer Fußballspieler
- Burak Ergin (* 2006), österreichischer Fußballspieler
- Erman Ergin (* 1981), türkischer Fußballspieler
- Fuat Ergin (* 1972), türkischer Rapper
- Mehmet Ergin (* 1956), türkisch-deutscher Gitarrist, Komponist und Musikproduzent
- Nursel Ergin (* 1980), türkische Schauspielerin und Moderatorin
- Özgen Ergin (* 1947), türkischer Autor, der in Deutschland lebt und arbeitet
- Sadullah Ergin (* 1964), türkischer Jurist und Politiker
- Sedat Ergin (* 1957), türkischer Journalist und Chefredakteur
- Şemi Ergin (1913–1996), türkischer Politiker
- Tarik Ergin (* 1961), US-amerikanischer Schauspieler
- Zafer Ergin (* 1942), türkischer Schauspieler